# ويليام تيري
ويليام تيري (بالإنجليزية: William Terry)‏ هو محامي وسياسي أمريكي، ولد في 14 أغسطس 1824 في مقاطعة أمهيرست في الولايات المتحدة، وتوفي في 5 سبتمبر 1888 في الولايات المتحدة بسبب غرق. حزبياً، نشط في الحزب الديمقراطي. وقد انتخب عضو مجلس نواب الولايات المتحدة عن ولاية فرجينيا وانتخب عضو مجلس النواب الأمريكي.